# El nacimiento de la Vía Láctea
El nacimiento de la Vía Láctea es un cuadro del pintor Peter Paul Rubens, realizado en 1636, que se encuentra en la sala 79 del Museo del Prado con número de inventario P01668.
Felipe IV encargó a Rubens, junto a otros pintores, como Velázquez, la decoración de la Torre de la Parada, la casa de recreo y pabellón de caza del monarca situada en el Monte de El Pardo. Se trataba de 112 pinturas basados en Las metamorfosis de Ovidio, entre el que se encuentra este cuadro.

## El tema
El tema, de antecedentes milenarios (en Egipto ya lo apunta el amamantamiento de Horus por la diosa Isis), es extraído por Rubens de la mitología griega, concretamente de la obra De Astronomica, de Higino, escritor latino del siglo I.
Héroe divino por excelencia, Heracles (en el panteón romano, Hércules) es hijo del dios Zeus (en la mitología romana, Júpiter) y la mortal Alcmena, una descendiente de Perseo. 
El rey Anfitrión, esposo de Alcmena, fue suplantado por Zeus para engendrar a Heracles. Alcmena yació con Zeus una noche, y con Anfitrión la siguiente; gestaría así un hijo de cada uno: Heracles, de Zeus; e Ificles, de Anfitrión.
La esposa de Zeus, Hera, (Juno para los romanos) dominada por los celos envió dos serpientes para matar al pequeño Heracles a su cuna, pero este las estranguló con sus poderosas manos. Sin embargo, Zeus lograría que Heracles adquiriera la inmortalidad al ser amamantado por la propia Hera, colocándole el niño al pecho mientras dormía. El ímpetu del niño despertó a la diosa que, ofendida, lo apartó bruscamente. La leche derramada formaría el camino de estrellas que conduce al Olimpo, la Vía Láctea.

### El tema tratado por otros pintores

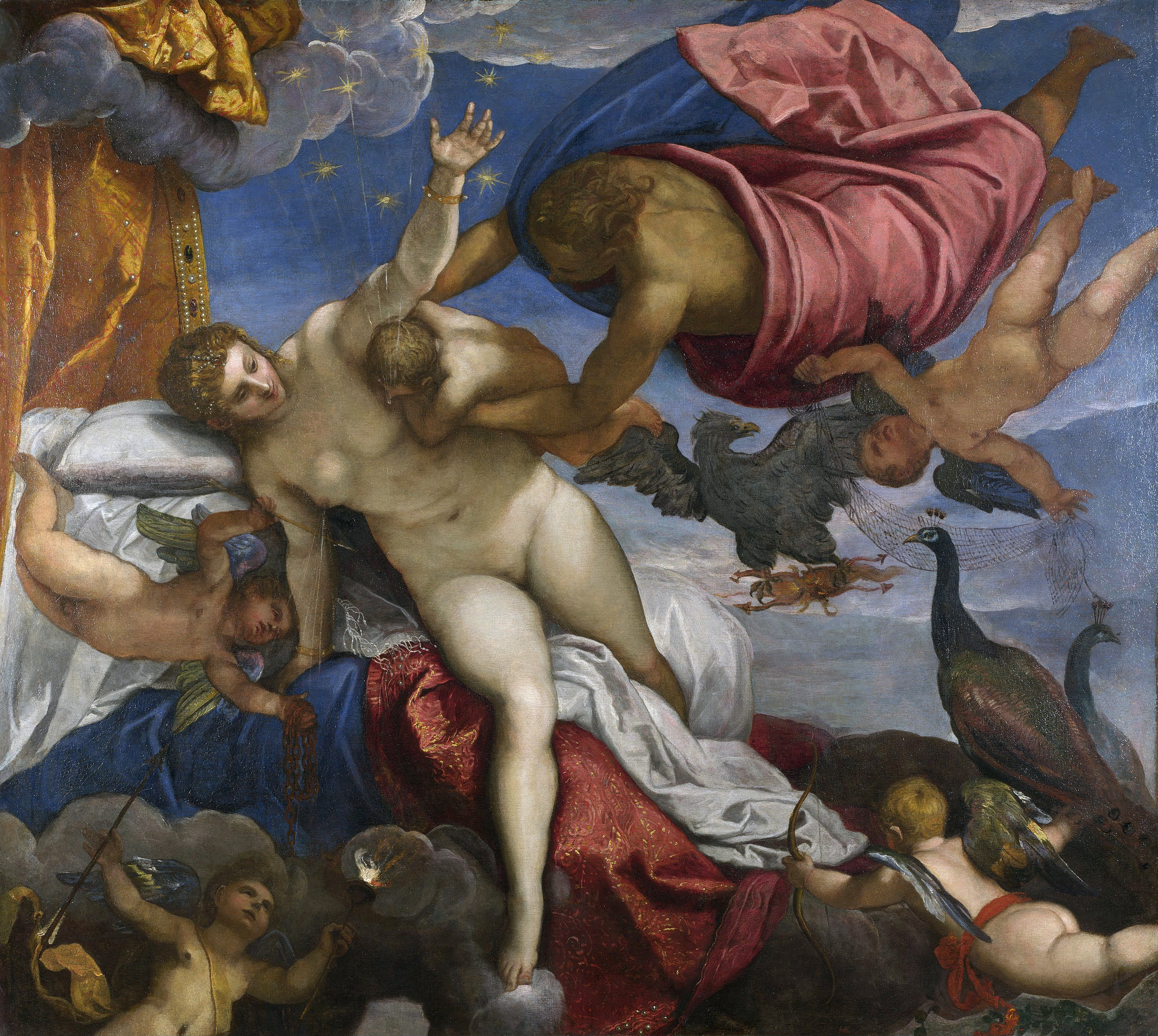
El origen de la Vía Láctea, 1575, Tintoretto, National Gallery de Londres.

Del pintor italiano Tintoretto es una obra homónima de 1575; se conserva en la National Gallery de Londres.